# Llanfaes
Llanfaes es un pequeño pueblo en la isla de Anglesey, Gales, localizada en la costa de la entrada este del Estrecho de Menai, la vía navigable que separa Anglesey de la costa del norte de Gales.

## Historia
El antiguo nombre de Llanfaes era Llan Ffagan Fach en honor a Ffagan, el fundador de la iglesia. Una vez fue la llys (del inglés: corte real) del rey Cynan Dindaethwy ap Rhodri de Gwynedd (reinó entre 798 – y 816), el sitio de comota de Tindaethwy en el cantref de Rhosyr. El sitio obtuvo su nombre actual por la batalla en 818, la Gwaith Llanfaes (del inglés: batalla de Llanfaes), luchada entre combatientes indefinidos.
Aquí se fundó un monasterio franciscano, por Llywelyn ap Iorwerth, sobre la tumba de su mujer Joan, hija de Juan I de Inglaterra, que murió en 1237. Abandonado tras la caída de Llywelyn en 1240, fue de algún modo reconstruido con ayuda de Eduardo II de Inglanterra (reinó 1307 – 1327), pero fue saqueado por completo y totalmente destruido por los hombres de Enrique IV de Inglaterra debido a la adhesión de los frailes a la causa galesa en el Resurgir de Glyndŵr (1400 – 1415). Seguido por una recuperación, cualquier resto fue finalmente reducido por la Disolución en 1537, con la iglesia luego convertida en granero, y el féretro de piedra de Juan usado como abrevedero.